# Vierambachtspolder
De Vierambachtspolder, ook wel Polder Vierambacht genoemd, is een achttiende-eeuwse drooglegging in de Nederlandse provincie Zuid-Holland. De polder is gelegen ten noorden van Alphen aan den Rijn, grotendeels in de gemeente Kaag en Braassem. De polder ligt tussen Alphen aan den Rijn en de dorpen Woubrugge, Rijnsaterwoude en Ter Aar. 
Het gebied wordt in noord-zuid-richting doorsneden door de N207. Midden in de polder kruist deze weg de Kruisweg. Op die plaats staat een monument ter herinnering aan het voormalige dorp Jacobswoude.

## Geschiedenis
De polder is ontstaan in door het samenvoegen van negen omliggende polders. Deze polders waren verdeeld over vier ambachtsheerlijkheden. In 1732 verzochten de ambachtsbesturen van deze heerlijkheden, Esselijkerwoude, Ter Aar, Oudshoorn en Rijnsaterwoude, aan de Staten van Holland om goedkeuring tot de droogmaking en bedijking van het waterschapsgebied Vierambacht. Vandaar de naam "Vierambachtspolder". In 1739 is door middel van elf windwatermolens begonnen met het droogmalen van de polder. Een gesloten ringdijk werd om de gehele polder gelegd. De Ridderbuurt is nog altijd als niet ontveend land in de polder zichtbaar. In 1744 viel de polder droog.
De uiteindelijke verkavelingsrichting werd in 1746 bepaald. Deze is waarschijnlijk gebaseerd op de verkaveling die bestond voor de drooglegging. De vorm van de oude negen polders is nog gedeeltelijk te zien doordat de strokenverkaveling is aangepast aan de oude polderstructuur.

## Dijken
De polder is omgeven door ruim 23 kilometer aan dijken, veelal veenkaden. In 2004 werd berekend dat de economische schade bij een dijkdoorbraak vanuit de boezem voor de Vierambachtspolder circa 715,2 miljoen euro zal bedragen. De dijken rond de polder zijn daarom in 2010 getoetst en in de periode tot en met 2017 versterkt.

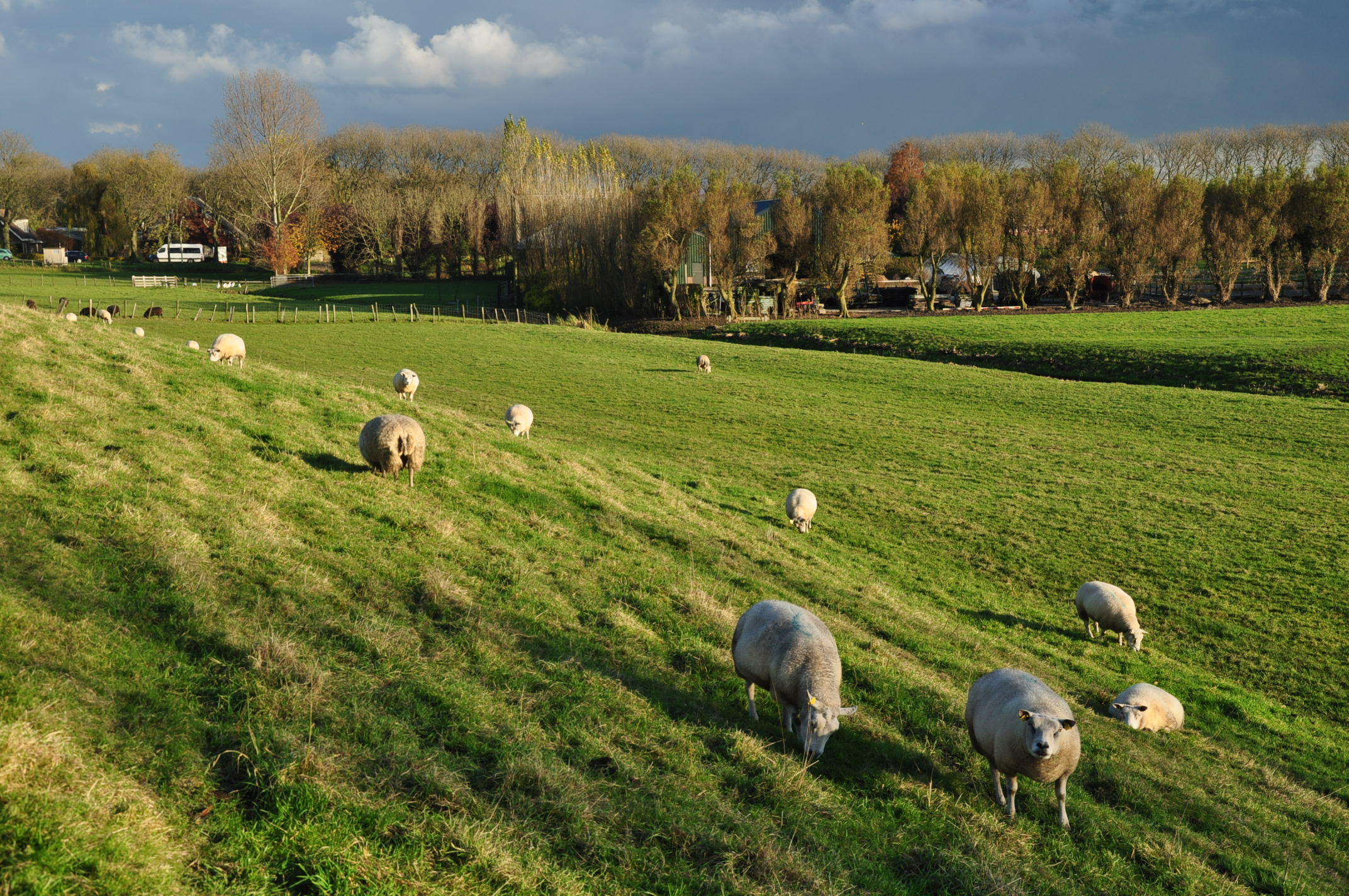
Schapen op de Woudsedijk-Zuid bij Rijnsaterwoude
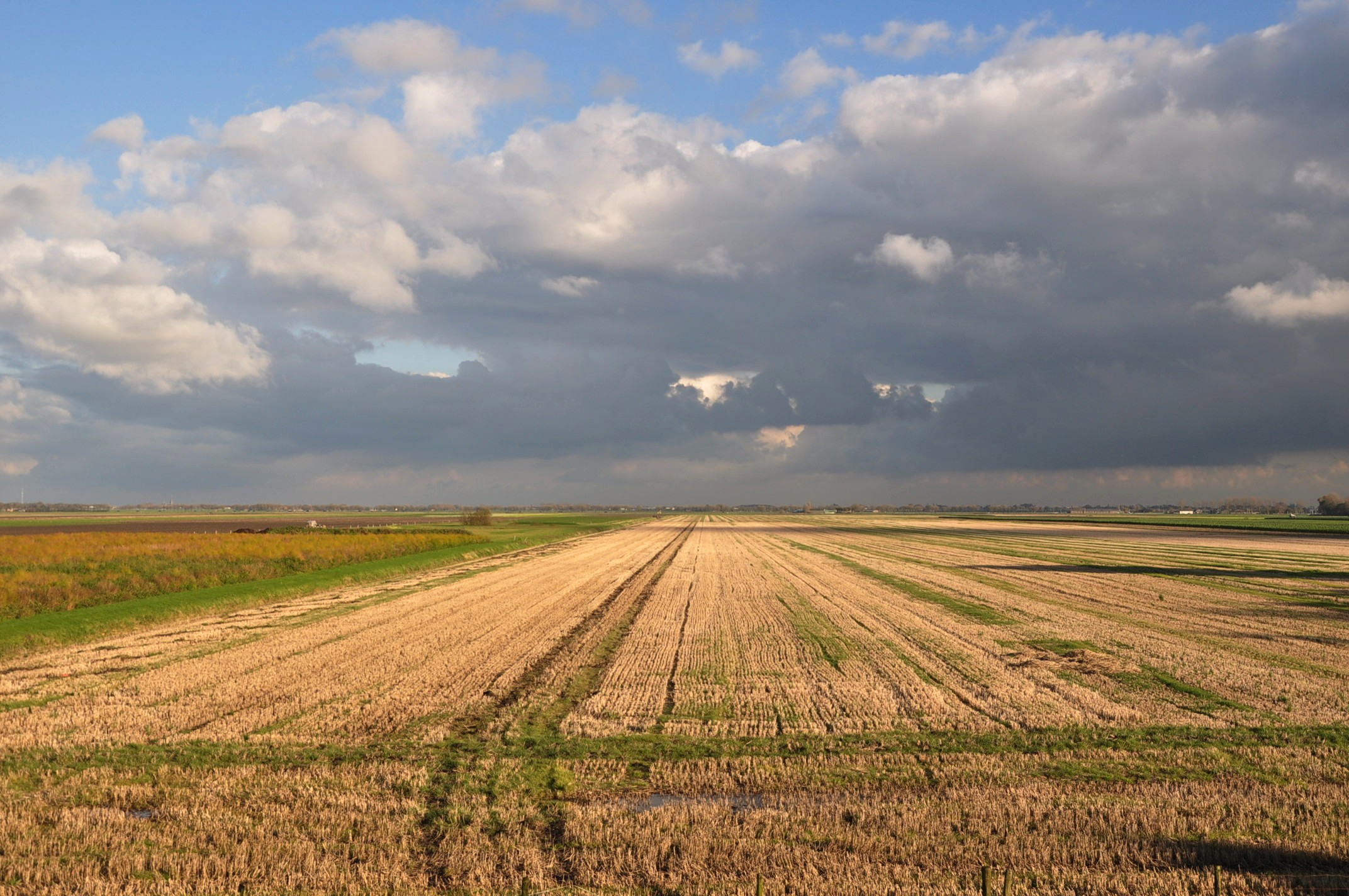
De Vierambachtspolder gezien vanuit Woubrugge
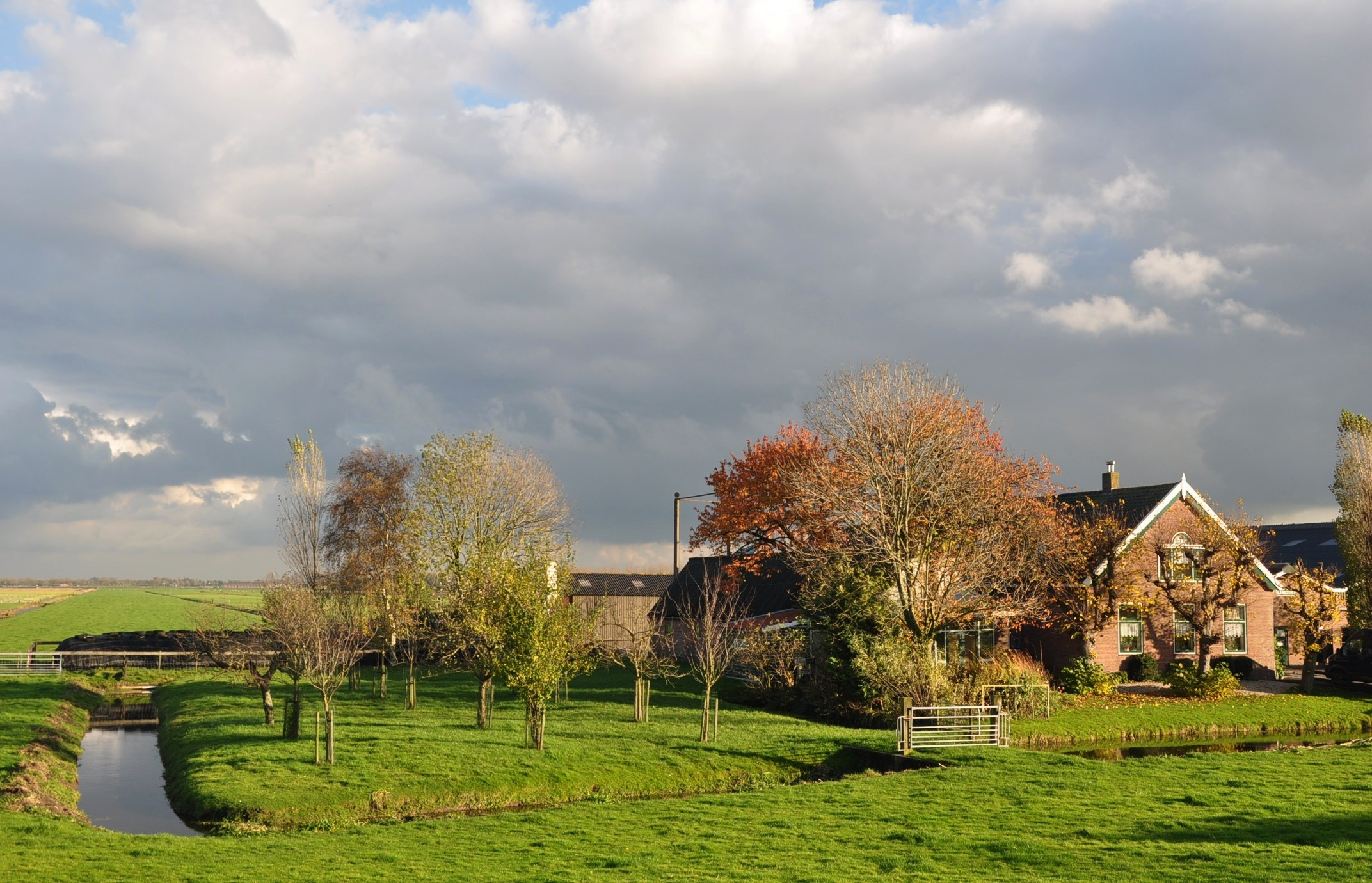
Boerderij in de polder, bij Woubrugge

## Landschappelijke waarde
De Vierambachtspolder is een oude droogmakerij en wordt als landschappelijk waardevol beschouwd. De provincie Zuid-Holland nomineerde in 2008 de Vierambachtspolder samen met negen andere landschappen voor een plaats in de Canon van het Nederlandse landschap.

## Recreatie
Door en langs het gebied lopen diverse wandel- fiets- en skeelerroutes.